# Épégard
Épégard is een gemeente in het Franse departement Eure (regio Normandië) en telt 410 inwoners (2005). De plaats maakt deel uit van het arrondissement Évreux.

## Geografie
De oppervlakte van Épégard bedraagt 4,4 km², de bevolkingsdichtheid is 93,2 inwoners per km².
De onderstaande kaart toont de ligging van Épégard met de belangrijkste infrastructuur en aangrenzende gemeenten.

## Demografie
Onderstaande figuur toont het verloop van het inwonertal (bron: INSEE-tellingen).